# خالد الشواف
خالد بن عبد العزيز بن أحمد بن عبد الرزاق الشواف القيسي الكبيسي، شاعر وأديب عراقي، لقّب برائد المسرحية الشعرية في العراق. كتبت عنه دراسات عديدة في الصحف والمجلات العربية والعراقية، كما ألفت عن شعره دراسة نال واضعها عنها درجة الماجستير، ووضعت عنه فصول في كتب أكاديمية لعدد من أساتذة الجامعات في العراق تناولت شعره المسرحي. وَلَه العديد من المسرحيات ومنها (الأسوار )

## سيرته
ولد الأستاذ خالد في بغداد بالكرخ عام 1924 وفيها أكمل دراسته الابتدائية والمتوسطة والثانوية.
الوظائف التي تقلدها:
- التحق بكلية الحقوق العراقية تخرج فيها عام 1949 وامتهن بعد تخرجه المحاماة، لكنه لم يلبث أن تركها ليشغل مناصب في عدة وزارات.
- مديراً للتفتيش والتدقيق في مديرية الإعاشة العامة.
- ثم مشاوراً حقوقياً في المديرية نفسها.
- ثم مديراً عامة للثقافة في وزارة الثقافة والإعلام.
- ثم مشرفاً تربوياً اختصاصياً في وزارة التربية. ثم أحيل على التقاعد 1979م.

وله مؤلفات مطبوعة قيمة كلها في الأدب منها:

## دواوينه الشعرية
- من لهيب الكفاح 1958
- حداء وغناء 1963

## المسرحيات الشعرية
- شمسو 1952
- الأسوار 1956
- الزيتونة 1968
- قرة العين 1991
- الروم 1993
- الصوت الجهير 1996

## ومن مؤلفاته
- في كل واد (مجموعة شعر قصصي) 1990
- نبوخذ نصر - فيلم - 1962 : سيرة الملك البابلي الشهير نبوخذ نصر بانى الحدائق المعلقة ومواقفه وشجاعته ومواجهته للأعداء المحيطين به، تميز الفيلم بحشد إنتاجى للكومبارس والأكسسوارت أكثر من أي فيلم عراقي سابق له. (السينما العراقية).الإخراج: كامل العزاوى. التأليف: خالد الشواف (قصة وحوار) / كامل العزاوى (سيناريو). تاريخ الإصدار: 3 ديسمبر 1962 م.

وله مجلس حافل يختلف نخبة من الأدباء والشعراء والفضلاء وهذا المجلس استمراراً لمجلس والده العلامة عبد العزيز الشواف.(1)

## مسيرته الأدبية
كان المسرح الشعري من خلال مأقدم على مسارحها منذ اواسط العشرينات وفي الثلاثينات عبر الفرق المسرحية المصرية الوافدة، من مسرحيات أحمد شوقي، (قيس وليلى) (مصرع كليوبترا)، أو من خلال مأقدمته فرقة حقي الشبلي فيما بعد من اعاده لها، لاقت ترحيبا من قبل العراقيين أكثر من ترحيبهم بالمسرح النثري، بسبب عامل تاثير اللغة الشعرية أولا عليه، والتي هي غير غريبه عن ما كان متداولا في الثقافة الشعبية آنذاك، ومواضيعها التاريخية الشائعة التي تمسهم ثانياً، والتي كان المتلقي على اطلاع ومعرفه مسبقه بها، أو لديه فكرة أولية عامة عن مجريات أحداثها.
واعتادت المدارس ان تعيد تقديم هذه المسرحيات في حفلاتها السنوية التي كان يمثل فيها الطلاب.
من بين هؤلاء الطلاب برز في مدرسته، خالد الشواف (1924)الذي مثل في صغره العديد من الأدوار في المسرحيات، وولع بها، وكانت هدية نجاحه في البكالوريا التي قدمها له والده هي المجموعة الكاملة لمسرحيات أحمد شوقي الشعرية، وعكف خلال العطلة المدرسية الصيفية على قراءة المجموعة بالكامل بنهم.
وحين بدء دراسته لمرحلة المتوسطة كان يكتب الشعر، وقد اطلع على إضافة لمؤلفات شوقي، على كل ماوقع بيديه من ما كان مترجماً من مسرحيات شعرية عالمية إلى العربية، وشاهد فاطمة رشدي في زيارتها للعراق التي قدمت فيها (مجنون ليلى) و(مصرع كليوبترا) وتعلق بهذا النوع من المسرح الذي انتشر آنذاك.
ولم يكن قد تجاوز العشرين عندما انهى كتابة أول مسرحية شعريه له (شمسو)، وذلك في صيف عام 1944 التي يعتبرها النقاد أول مسرحية شعريه عراقية، رغم أن مسرحية (لهجة الأبطال) لغزاله كتبت قبلها بسنوات، طبعت في (عام 1911) واعتبرت مجرد بدايات المحاولة في الكتابة للمسرح الشعري مهدت لمسرحيات الشواف الناضجه فيما بعد.
وكتب بعد (شمسو) مسرحية (الأسوار) التي استمد موضوعها أيضا من تاريخ العراق القديم، حيث يندمج التاريخ بالاساطير في سير ومآثر الملوك والأبطال الأوائل.
وكتب أيضاً مسرحيات لا تتناول التاريخ كمسرحية (الزيتونة) في عام 1956، وكتب مسرحية كوميدية شعبيه (قرة العين) في عام 1967، وبعدها مسرحية (منير السعدي) وغيرها غير مطبوع أو منشور، منوعا مواضيعه التي بدأها ياستلهام الأحداث التاريخية.
وجاءت الحرب العالمية الثانية لتضع حدا لحياة المسرح الشعري في العراق وفي البلدان العربية الأخرى أيضا، فأوزار الحرب كانت ثقيله على الجميع، على من اشترك في هذه الحرب أو من لم يشترك، وما عاد الخطاب الشعري في المسرح مقنعا، امام مرارة الواقع الذي خلفتها الحرب، فجائت الواقعية مع الأفكار الديمقراطية والاشتراكية التي ظهرت في الأدب والمسرح والفنون الأخرى، واخذ المبدع يجنح نحو البساطة والصدق في تناول الجوانب الإنسانية وهموم الناس اليومية، وأزاحت هذه التوجهات المسرح الشعري الرومانسي من عرشه ولم يعد هو السيد الاوحد.
إن المسرحية التاريخية الشعرية التي كانت منتعشة في الثلاثينات في العراق، ظهرت وانتشرت نسختها العراقية على يد خالد الشواف في نهاية الحرب العالمية الثانية، أي في فترة افول المسرحية الشعرية في العالم العربي عموماً، جاءت إلى العراق متأخرة، وماتت في وقت مبكر دون أن تترك ورائها على الحركة المسرحية الحديثة أثراً.(2)

## عائلته
ينتسب خالد الشواف إلى عائلة الشواف التي ما زالت تحتفظ بمكانتها المرموقة في (كبيسة الأنبار) والتي نزح بعض أفرادها إلى بغداد طلباً للعلم.
وعائلة الشوّاف عائلة عربية عريقة ترجع إلى بطن من بطون القبيلة العربية الشهيرة قيس (جيس).
لقد اشتهرت عائلة الشواف بالتقوى والصلاح وظهر فيها دعاة ومصلحون وشعراء ورجال دين ورجال سياسة أخص منهم عبد الفتاح الشواف صاحب كتاب (حديقة الورود) الذي ترجمت له كثير من المراجع العربية. ومنهم جد (خالد) لأمه الأديب الشاعر صاحب الرسائل النثرية المأثورة (طه الشواف) ومن رجالها البارزين النحوي المعروف أحمد الشواف جد الشاعر خالد الشواف، ويعتبر العالم الجليل الشواف القاطن في كبيسة الأنبار من فضلاء العائلة وكما ظهر في العائلة أدباء وعلماء فلقد كان للقيادة والسياسة رجالها من هذه العائلة أيضاً، فلقد استوزر أحد رجالها المعروفين وهو الدكتور محمد الشواف كما برز في العائلة عبد الوهاب الشواف الذي ثار في الموصل عام 1959 ضد حكم عبد الكريم قاسم.
وتبقى عائلة الشواف معروفة بأدبها وفيض علمها فلقد كان والد الأستاذ خالد أستاذاً في العلوم العربية والدينية، وعلى يديه تتلمذ خالد ومنه نهل نقاء المورد وصفاء الخلق وفيض العلم في مطلع حياته فأصبح الإنسان المتكامل خلقاً وأدباً، فبزغ نجمه في حداثة سنه فنظم الشعر وهو لم يتجاوز العاشرة من عمره.(1)

## وصلات خارجية
- رباح آل جعفر - لقاء مع خالد الشوّاف على مشارف الثمانين.
- YouTube - قناة الفيحاء الفضائية - الأديب خالد الشواف يتحدث عن السياب. على يوتيوب
- فصول من تاريخ المسرح العراقي(الفصل السابع عشر)(المسرحية الشعرية والاوبريت والغناء في المسرح العراقي)لطيف حسن
- موسوعة الشعراء : خالد الشواف.
- مؤسسة جائزة عبد العزيز سعود البابطين للإبداع الشعري / خالد الشواف.
- مسرح خالد الشواف الشعري.
- خالد الشواف: إبراهيم المازني نصحني ان لا ادخل كلية الاداب!!
- رحيل الشاعر خالد الشواف رائد المسرحية الشعرية في العراق